# Йоан Шанхайски
Йоа́н (светско име Михаил Борисович Максимо́вич) е епископ на Руската православна църква зад граница; архиепископ Западноамерикански и Сан-Францискски.
Канонизиран от Руската православна църква зад граница на 2 юли 1994; прославен на общоцърковен Архиерейски събор на Руската православна църква на 24 юни 2008 г. (Светител Йоан Шанхайски и Сан-Францискски чудотворец)
Почита се на 19 юни (2 юли) по Юлианския календар.

## Биография
Роден е като Михаил Борисович Максимо́вич на 4 юни 1896 година (стар стил) в село Адамовка, Харковска губерния (дн. Донецка област) в дворянско православно семейство, което помага материално на Светогорския манастир на Северски Донец. Към рода на Максимовичи-Василиевски принадлежи и известният църковен деец от XVIII в. митрополит Йоан Тоболски, канонизиран от Руската православна църква през 1916 г.
Баща му Борис Иванович Максимович (1871 – 1954 г.) е от сръбски произход и е предводител на дворянството в Харковска губерния. Майка му е Глафира Михайловна. Родителите му емигрират и през 50-те години на XX век живеят във Венецуела.
Братята му също живеят в различни държави. Единият получава висше техническо образование и работи като инженер в Югославия, другият, след като завършва Юридическия факултет на Белградския университет, работи в югославската полиция.

### Образование и младежки години
Завършва Петровско-Полтаевия кадетски корпус (1914) и Юридическия факултет на Харковския университет (1918 г.). Още като млад е вярващ, негов духовен наставник е харковският архиепископ Антоний Храповицки. Първоначално иска вместо в университета да се обучава в Киевската духовна академия, но по настояване на родителите си завършва юридическо образование.
През 1918 г. работи в Харковския окръжен съд.

### На служба в Югославия
Живее като емигрант в Югославия. Завършва богословския факултет на Белградския университет (1925 г.). По спомени на съвременници,
| „ | през това време той беше много беден, издържаше се от продажба на вестници. В тези години при дъжд Белград се покриваше с непроходима кал. Максимович носеше тежко кожено палто и стари руски ботуши. Обикновено влизаше в залата със закъснение, целият окалян, бавно изваждаше от пазвата си зацапана тетрадка и крайче молив и започваше да записва лекцията с едрия си почерк. Бързо след това заспиваше, но щом се събудеше, веднага пак започваше да пише. | “ |

През 1924 г. митрополит Антоний Храповицки, който по това време оглавява Руската православна църква зад граница, го подстригва за четец (клирик) в руската църква „Св. Троица“ в Белград. Скоро по поръка на владиката Антоний Максимович подготвя доклад за произхода на закона за наследяването на престола в Русия, в който изследва въпроса доколко законът отговаря на духа на руския народ и историческите му традиции.
През 1926 г. е подстриган за монах в манастира в Милково, става учител в сръбската гимназия в гр. Кикинда (до 1929 г.), преподавател и възпитател в духовната семинария „Св. Апостол Йоан Богослов“ в Охридската епархия в гр. Битоля. От 1929 г. е йеромонах. През този период публикува редица богословски трудове („Почитане на Св. Богородица и Св. Йоан Кръстител и ново направление на руската богословска мисъл“, „Как Светата Православна църква е почитала и почита Божията Майка“, „Учение за София – Божията Премъдрост“), в които от православна гледна точка полемизира с поддръжниците на теологическата концепция за софиологията, на първо място със свещеник Сергей Булгаков.
Подобно на много други руски емигранти, Максимович много уважава югославския крал Александър I Караджорджевич, който покровителства руските бежанци. Много години по-късно отслужва панихида за него на мястото на убийството му по улиците на Марсилия. Други православни клирици отказват да служат с владиката на улицата от престорен срам. Тогава архиепископ Йоан на изчистена част от тротоара подготвя и отслужва панихидата на френски език.

### На служба в Китай
От 3 юни 1934 г. – епископ Шанхайски. Хиротонията извършва митрополит Антоний, който изпраща писмо на архиепископ Димитрий (Вознесенски), в което пише: Като своя душа, като свое сърце Ви изпращам епископ Йоан. Този дребничък, слаб физически човек е на вид почти като дете, но изумява с аскетичната си строгост и издръжливост.

Докато живее в Китай, става известен като благотворител и попечител на различни благотворителни дружества. Създава приют за сираци и деца на бедни родители на името на Тихон Задонски – в началото в него има осем деца, с времето стават стотици (всички възпитаници на приюта са около 3500 деца). Епископът сам намира болните и гладуващи деца от шанхайските улици и ги води в приюта. В житието на епископ Йоан се казва, че 
| „ | много обичаше децата, които с радост държеше при себе си. Той винаги се интересуваше от тях, изпитваше ги, пращаше им картички и им носеше подаръци. Можеше да ги гледа в очите по няколко минути с такава топла и лъчиста светлина, която проникваше в дълбините на душата и това беше като майчина прегръдка за детето. Този поглед беше незабравим. Тялото на този аскет беше като изсъхнала кора на дърво, но всеки, срещнал неговия поглед, се чувстваше като най-обичното създание на света. | “ |

Архиепископ Йоан отделя много внимание на религиозното образование, посещава затвори, навестява болни в психиатрични клиники. По това време случаите на изцеление по неговите молитви вече са многобройни. Всеки ден служи литургия. С негова помощ в Шанхай е изграден катедрален храм на „Пресвета Богородица Застъпница“ и църквата „Св. Николай“ – храм-паметник в чест на Николай II.
През 1945 г., след превземането на Манджурия от войските на Червената армия, православните архиереи в Китай, които преди това се намират под юрисдикцията на Руската православна църква зад граница, признават църковната власт на патриарх Алексий I. В тази ситуация епископ Йоан известно време споменава на богослуженията както московския патриарх, така и главата на Руската православна църква зад граница митрополит Анастасий Грибановски. Но през 1946 година единствено той от всички далекоизточни архиереи прави избор в полза на Църквата зад граница.
През 1946 година е издигнат в сан архиепископ, отговорен за всички енориаши на Руската православна църква зад граница в Китай. През 1949 г., заедно със своето паство е евакуиран на остров Тубабао на Филипините. Служи там в лагер за бежанци, в който пребивават над 5 хиляди имигранти от Русия. Сключва споразумение с американските власти за преместване на руски емигранти от Тубабао в САЩ, което е изпълнено; малка част от бежанците отпътува за Австралия.

### На служба в Западна Европа
От 1951 година – архиепископ Западно-Европейски; за него е запазено за управление на останалите общини на Шанхай епархия (в Хонконг, Сингапур и др).